# Predestinare

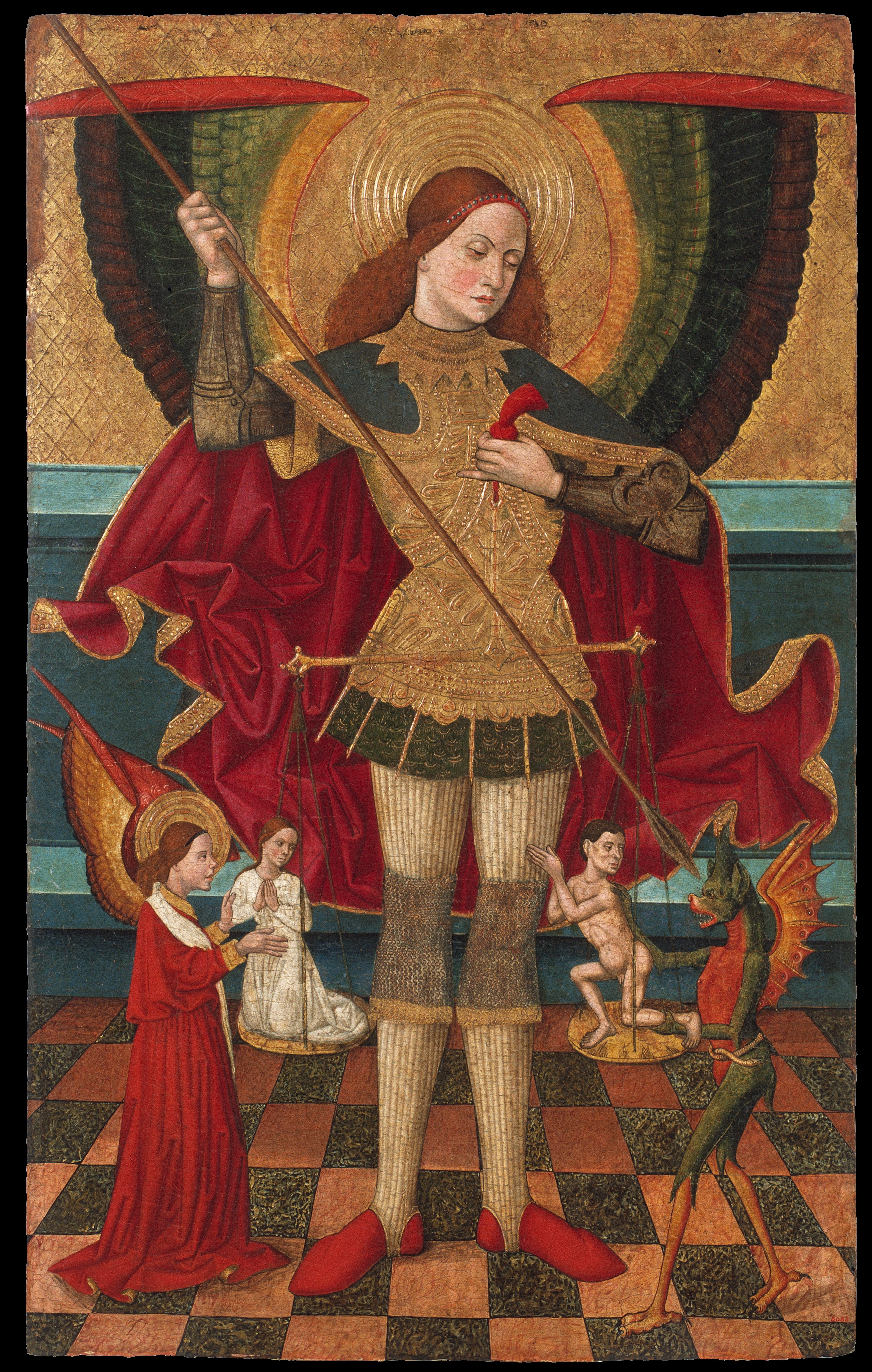
Juan de la Abadía el Viejo. Sfântul Mihail cântărind sufletele.

Predestinarea, în teologie, este doctrina că toate evenimentele reprezintă voința lui Dumnezeu, cu referire, de obicei, la eventuala soartă a sufletului omenesc. Cercetările teologice cu privire la predestinare caută adesea să abordeze „paradoxul liberului arbitru”, prin care omnisciența lui Dumnezeu pare incompatibilă cu liberul arbitru al omului. În această utilizare, predestinarea poate fi considerată ca o formă de determinism religios și, de obicei, de predeterminism.

## Creștinism
În Noul Testament, cartea Romani 8-11 prezintă o declarație de predestinare. În Romani 8:28-30, Pavel scrie, 
„Fraților, știm că Dumnezeu toate le lucrează spre binele celor ce-L iubesc, celor care sunt chemați după voia Lui; căci pe cei pe care i-a cunoscut mai înainte, pe aceia mai înainte i-a și hotărât să fie asemenea chipului Fiului Său, ca El să fie întâi-născut între frați. Iar pe care i-a hotărât mai înainte, pe aceștia i-a și chemat; și pe care i-a chemat, pe aceia i-a și îndreptat, iar pe care i-a îndreptat, pe aceia i-a și mărit.”
Cercetătorii biblici au interpretat acest pasaj în mai multe moduri. Mulți spun că acest lucru are de-a face doar cu slujirea, cu cei pe care i-a ales să slujească și nu se referă la mântuire. Comentatorul biblic catolic Brendan Byrne a scris că predestinarea menționată în acest pasaj ar trebui să fie interpretată și aplicată mai degrabă întregii comunități creștine decât persoanelor fizice. Un alt comentator catolic, Joseph Fitzmyer, a scris că acest pasaj ne învață că Dumnezeu a hotărât mântuirea tuturor oamenilor. Douglas Moo, un interpret biblic protestant, consideră acest pasaj ca o învățătură că Dumnezeu a predestinat anumiți oameni pentru mântuire. În mod similar, interpretarea lui Wright este că Pavel afirmă în acest pasaj că Dumnezeu îi va salva pe cei pe care el i-a ales, dar Wright subliniază, de asemenea, faptul că Pavel nu intenționează să sugereze că Dumnezeu a eliminat liberul arbitru sau responsabilitatea oamenilor. În schimb, Wright afirmă că voința lui Dumnezeu lucrează prin oameni pentru a realiza mântuirea.
În secolul al VIII-lea, Ioan Damaschinul a subliniat libertatea voinței umane în analiza realizată de el a doctrinei predestinării și a susținut că faptele oamenilor nu reprezintă deloc voința lui Dumnezeu. Damaschinul afirmă că faptele bune ale oamenilor sunt realizate în conlucrare cu Dumnezeu, dar nu sunt cauzate de voința lui.
În secolul al XII-lea, Toma de Aquino a scris că Dumnezeu predestinează anumite persoane către o viziune beatifică ca urmare mai degrabă a propriei lui bunătăți decât a creaturilor sale. Aquino crede, de asemenea, că oamenii au libertate de alegere, cauzându-și propriile păcate, și că sunt singuri responsabili pentru ele. Învățatul catolic deosebește mai multe moduri în care acționează voința lui Dumnezeu: el dorește în mod direct binele și doar permite răul. De Aquino considera că, permițând răul, Dumnezeu vrea ca omul să aibă dreptul să aleagă dacă să-l facă sau să nu-l facă.

### Calvinism
Mărturisirea Belgică din 1561 a afirmat că Dumnezeu „izbăvește și păstrează” din pierzanie „pe toți cei pe care i-a ales în Hristos Iisus Domnul nostru, în judecata sa eternă și neschimbătoare, din simplă bunătate, fără a ține cont de lucrările lor” (Articolul XVI).
Calviniștii cred că Dumnezeu i-a ales pe cei pe care îi va salva și îi va aduce cu el în Rai înainte ca lumea să fie creată. Ei cred, de asemenea, că acei oameni pe care Dumnezeu nu îi salvează vor merge în Iad. Ioan Calvin a crezut că oamenii care au fost mântuiți nu își pot pierde niciodată mântuirea și „aleșii” (cei pe care i-a mântuit Dumnezeu) ar ști că au fost mântuiți din cauza acțiunilor lor.
În acest sens comun, liber al termenului, afirmarea sau negarea predestinării are o referință specială la doctrina calvinismului a alegerii necondiționate. În interpretarea calvinistă a Bibliei, această doctrină are în mod normal doar valoare pastorală legată de asigurarea mântuirii și de absolvirea mântuirii numai prin har. Cu toate acestea, implicațiile filosofice ale doctrinei alegerii și predestinării sunt uneori discutate dincolo de aceste limite sistematice. Sub tema doctrinei lui Dumnezeu (teologia propriu-zisă), decizia predestinată a lui Dumnezeu nu poate fi condiționată de nimic în afara lui, deoarece toate celelalte lucruri sunt dependente de el pentru existență și sens. Sub tema doctrinelor mântuirii (soteriologia), decizia predestinată a lui Dumnezeu este luată din cunoștința lui Dumnezeu despre propria sa voință (Romani 9:15) și, prin urmare, nu este condiționată de deciziile umane (mai degrabă, deciziile umane libere sunt lucrări ale deciziei lui Dumnezeu, care stabilește realitatea totală în cadrul căreia acele decizii sunt luate în detaliu exhaustiv: adică nimic lăsat la voia întâmplării). Calviniștii nu pretind să înțeleagă cum funcționează acest lucru; dar insistă ca Scripturile să învețe atât  controlul suveran al lui Dumnezeu, cât și responsabilitatea și libertatea deciziilor umane.
Grupurile calviniste folosesc termenul hipercalvinism pentru a descrie sistemele calviniste care afirmă fără calificare că intenția lui Dumnezeu de a distruge unii este egală cu intenția sa de a salva pe alții. Unele forme de hipercalvinism au implicații rasiale, ca atunci când teologul calvinist olandez Franciscus Gomarus a susținut însă că evreii, din cauza refuzului lor de a se închina lui Iisus Hristos, erau membri ai celor ne-aleși, așa cum susține și Ioan Calvin însuși, bazat pe I Ioan 2: 22–23 din Noul Testament al Bibliei. Unii coloniști olandezi din Africa de Sud au susținut că negrii erau fii ai lui Ham, pe care Noe i-a blestemat să fie sclavi, potrivit Genezei 9: 18-19, sau au tras analogii între ei și canaaniți, sugerând o ideologie „popor ales” similară cu cea susținută de susținătorii de națiune evreiască. Acest lucru justifica ierarhia rasială pe pământ, precum și segregarea rasială a congregațiilor, dar nu exclude negrii din a face parte din aleși. Alți calviniști s-au opus energic acestor argumente (a se vedea Calvinismul afrikaner).
Exprimată cu simpatie, doctrina calvinistă este că Dumnezeu oferă milă sau o refuză, cu o grijă deosebită a celor care vor fi destinatarii milostivirii în Hristos. Prin urmare, persoane anume sunt alese, din numărul total de ființe umane, care vor fi salvate din robia păcatului și a fricii de moarte și din pedeapsa datorată păcatului, pentru a locui veșnic în prezența sa. Cei care sunt mântuiți sunt asigurați prin darurile credinței, sacramentele și comuniunea cu Dumnezeu prin rugăciune și sporirea faptelor bune, că împăcarea lor cu el prin Hristos este stabilită prin determinarea suverană a voinței lui Dumnezeu. Dumnezeu are, de asemenea, o grijă deosebită asupra celor care sunt refuzați de selecția sa, care sunt fără scuze pentru răzvrătirea lor împotriva lui și vor fi judecați pentru păcatele lor.
Calviniștii se împart în mod obișnuit în problema predestinării în infralapsarieni (uneori numiți „sublapsarieni”) și supralapsarieni. Infralapsarienii interpretează alegerea biblică a lui Dumnezeu pentru a-i evidenția dragostea (1 Ioan 4: 8; Efeseni 1: 4b – 5a) și și-au ales aleșii luând în considerare situația de după cădere, în timp ce supralapsarienii interpretează alegerea biblică pentru a evidenția suveranitatea lui Dumnezeu (Romani 9:16 ) iar căderea a fost rânduită prin decretul de alegere al lui Dumnezeu. În infralapsarianism, alegerea este răspunsul lui Dumnezeu la cădere, în timp ce în supralapsarianism, căderea face parte din planul lui Dumnezeu pentru alegere. În ciuda diviziunii, mulți teologi calviniști ar lua în considerare dezbaterea din jurul pozițiilor infra- și supralapsariene în care puține dovezi scripturale pot fi adunate în ambele direcții și care, în orice caz, are un efect redus asupra doctrinei generale.
Unii calviniști refuză să descrie veșnicul decret al lui Dumnezeu în termenii unei succesiuni de evenimente sau gânduri și mulți au precauție împotriva simplificărilor implicate în descrierea oricărei acțiuni a lui Dumnezeu în termeni speculativi. Cei mai mulți fac distincții între modul pozitiv în care Dumnezeu îi alege pe unii să primească harul și modul în care harul este reținut în mod conștient, astfel încât unii sunt destinați pedepselor veșnice.
Dezbaterea referitoare la predestinare în conformitate cu folosirea comună a termenului se referă la destinul condamnatului: dacă Dumnezeu este drept dacă acel destin este stabilit înainte de existența oricărei voințe reale a individului și dacă individul este în vreun sens semnificativ responsabil pentru destinul său dacă este stabilit prin acțiunea eternă a lui Dumnezeu.

## Islam
Qadar (în arabă قدرقدر, transliterat qadar, care înseamnă „soartă”, „prestabilirea divină”, „predestinare”) este conceptul de destin divin în Islam. El este unul dintre cei șase stâlpi ai credinței islamice, împreună cu credința în unicitatea lui Dumnezeu, cărțile revelațiilor, profeții Islamului, Ziua Învierii și îngerii.
Conceptul că soarta omului este predeterminată de voia lui Allah este menționată în mod clar în Coran: „El (Coranul) nu este decât o îndemnare pentru lumi; Pentru acela dintre voi care voiește să meargă pe drumul cel drept. Dar voi nu puteți voi decât dacă voiește Allah, Stăpânul lumilor.”
Predestinarea este respinsă de șiaism.

## Iudaism
În literatura rabinică există multe discuții cu privire la aparenta contradicție între omnisciența lui Dumnezeu și liberul arbitru. Punctul de vedere acceptat este că „totul este prevăzut, însă omului i se oferă dreptul de a alege” (Rabbi Akiva, Pirkei Avoth 3:15). Plecând de la această abordare, problema este, oficial, descrisă ca un paradox, probabil dincolo de înțelegerea omului.

## Zoroastrism
Predestinarea este respinsă de învățăturile zoroastriste. Oamenii poartă răspunderea pentru toate situațiile în care se află și pentru modul în care se comportă unii cu alții. Recompensa, pedeapsa, fericirea și durerea depind de modul în care indivizii își trăiesc viața.

## Legături externe
- "Determinism in Theology: Predestination" Arhivat în 28 iunie 2006, la Wayback Machine. by Robert M. Kindon in The Dictionary of the History of Ideas (1973–74)
- "The question asked was does God know the future and how we will turn out."
- Predestination
- Understanding Predestination in Islam Arhivat în 18 august 2005, la Wayback Machine.
- Detailed Lecture on Islamic Perspective on Fate Arhivat în 27 septembrie 2007, la Wayback Machine.
- Occurrences of "predestination" in the Bible text (ESV)
- The Reformed Doctrine of Predestination (1932) by Loraine Boettner (conservative Calvinist perspective)
- The Biblical Doctrine Of Predestination, Foreordination, and Election Arhivat în 3 octombrie 2008, la Wayback Machine. by F. Furman Kearley (Arminian perspective)
- "Predestination" from The Catholic Encyclopedia (1913)
- Academic articles on predestination and election Arhivat în 12 februarie 2007, la Archive.is (Lutheran perspective)
- Predestination and Free Will Arhivat în 23 august 2009, la Wayback Machine. Overview of the concept of predestination from the Protestant and Catholic perspectives
- On the Presuppositions of our Personal Salvation Grace and predestination from the Orthodox perspective